# Malungs socken
Malungs socken ligger i Dalarna, ingår sedan 1971 i Malung-Sälens kommun och motsvarar från 2016 Malungs distrikt.
Socknens areal är 1 846,20 kvadratkilometer, varav 1 748,70 land. År 2020 fanns här 6 686 invånare. Orterna Yttermalung, Malungsfors och Öje samt tätorten och kyrkbyn Malung med sockenkyrkan Malungs kyrka ligger i socknen.  

## Administrativ historik
Malungs socken utbröts mycket tidigt ur Mora socken och troligen på 1200-talet utbröts Lima socken. Mellan 1815 och 1922 fanns Tyngsjö församling som ett kapellag. 
Vid kommunreformen 1862 övergick socknens ansvar för de kyrkliga frågorna till Malungs församling och för de borgerliga frågorna till Malungs landskommun. Landskommunen uppgick 1971 i Malungs kommun som 2008 namnändrades till Malung-Sälens kommun.
1 januari 2016 inrättades distriktet Malung, med samma omfattning som församlingen hade 1999/2000.
Socknen har tillhört fögderier, tingslag och domsagor enligt vad som beskrivs i artikeln Dalarna. De indelta soldaterna tillhörde Dalregementet, Vesterdals Kompani.

## Namnet
Namnet (1177 Molungr) är ett bygdenamn där efterleden ung är en variant på ing, 'inbyggare'. Förleden är mal, 'sand, grus eller småsten (på stranden)'.

## Geografi
Malungs socken ligger kring Västerdalälven och Öjesjön. Socknen har odlingsbygd i älvdalen och är däromkring en myrrik kuperad skogsbygd med flera fäbodar och höjder som i norr når 668 meter över havet.

## Fornlämningar
Ett tiotal boplatser från stenåldern är funna liksom några stensättningar.

### Noter

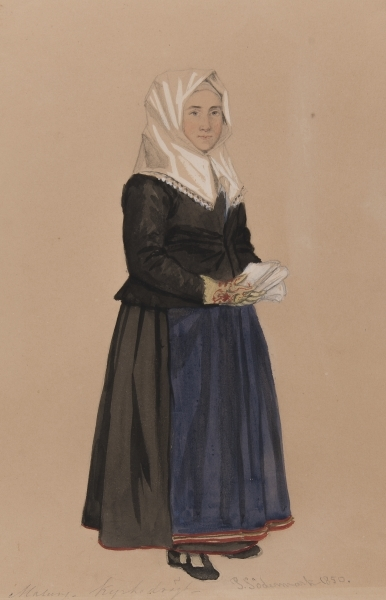
Malungsdräkt, Kvinna i kyrkdräkt.

## Befolkningsutveckling
Tabellen visar folkmängdens förändring 1750-2020 i Malungs socken, det vill säga Malungs församling med Tyngsjö kapellag. Socknen motsvaras sedan 2016 av distriktet Malung.
| Befolkningsutvecklingen i Malungs socken 1750–2020 | Befolkningsutvecklingen i Malungs socken 1750–2020 | Befolkningsutvecklingen i Malungs socken 1750–2020 | Befolkningsutvecklingen i Malungs socken 1750–2020 | Befolkningsutvecklingen i Malungs socken 1750–2020 |
| --- | -------------------------------------------------- | -------------------------------------------------- | -------------------------------------------------- | -------------------------------------------------- |
| |                                                    |                                                    |                                                    |                                                    |
| År |                                                    |                                                    | Folkmängd                                          |                                                    |
| 1750 | 1750                                               |                                                    | 2 752                                              |                                                    |
| 1760 | 1760                                               |                                                    | 2 970                                              |                                                    |
| 1769 | 1769                                               |                                                    | 3 311                                              |                                                    |
| 1780 | 1780                                               |                                                    | 2 997                                              |                                                    |
| 1790 | 1790                                               |                                                    | 3 362                                              |                                                    |
| 1800 | 1800                                               |                                                    | 3 775                                              |                                                    |
| 1810 | 1810                                               |                                                    | 3 700                                              |                                                    |
| 1820 | 1820                                               |                                                    | 3 767                                              |                                                    |
| 1830 | 1830                                               |                                                    | 4 426                                              |                                                    |
| 1840 | 1840                                               |                                                    | 4 777                                              |                                                    |
| 1850 | 1850                                               |                                                    | 5 420                                              |                                                    |
| 1860 | 1860                                               |                                                    | 6 175                                              |                                                    |
| 1870 | 1870                                               |                                                    | 6 403                                              |                                                    |
| 1880 | 1880                                               |                                                    | 6 747                                              |                                                    |
| 1890 | 1890                                               |                                                    | 6 511                                              |                                                    |
| 1900 | 1900                                               |                                                    | 6 672                                              |                                                    |
| 1910 | 1910                                               |                                                    | 7 034                                              |                                                    |
| 1920 | 1920                                               |                                                    | 7 336                                              |                                                    |
| 1930 | 1930                                               |                                                    | 7 501                                              |                                                    |
| 1940 | 1940                                               |                                                    | 7 984                                              |                                                    |
| 1950 | 1950                                               |                                                    | 8 653                                              |                                                    |
| 1960 | 1960                                               |                                                    | 8 977                                              |                                                    |
| 1970 | 1970                                               |                                                    | 8 682                                              |                                                    |
| 1980 | 1980                                               |                                                    | 8 548                                              |                                                    |
| 1990 | 1990                                               |                                                    | 8 087                                              |                                                    |
| 2010 | 2010                                               |                                                    | 6 945                                              |                                                    |
| 2020 | 2020                                               |                                                    | 6 686                                              |                                                    |
| Anm: Källor: Umeå universitet - Tabellverket 1749-1859, Demografiska databasen, CEDAR, Umeå universitet, Befolkning per församling, Folkmängden per distrikt, landskap, landsdel eller riket efter kön. År 2015 - 2022. |                                                    |                                                    |                                                    |                                                    |